# Соколов, Вячеслав Аркадьевич
Вячеслав Аркадьевич Соколов (род. 24 ноября 1954, Ярославль) — советский хоккеист-нападающий, выступавший за ярославское «Торпедо».

## Биография
Родился 24 ноября 1954 года в Ярославле. Воспитанник хоккейной школы местного «Торпедо» (ныне «Локомотив»); начал заниматься у Вениамина Шишкина, но почти весь юношеский и молодёжный этап провёл у Владимира Извекова.
Играл только в родной команде (в основном составе с 1971 года). Вместе с ней вышел в сезоне 1982/1983 из второй лиги в первую, а в сезоне 1986/1987 — в высшую лигу чемпионата СССР. Но на высшем уровне не выступал, так как завершил карьеру. В общей сложности провёл за «Торпедо» 15 сезонов и забросил 316 шайб — до сих пор остаётся лучшим снайпером в истории клуба.
Работал хоккейным арбитром, на Ярославском моторном заводе, в коммерческом центре при «Ярглавснабе». С начала 1990-х годов начальник хозяйственной части ярославского хоккейного клуба.